# Occator (cratera)

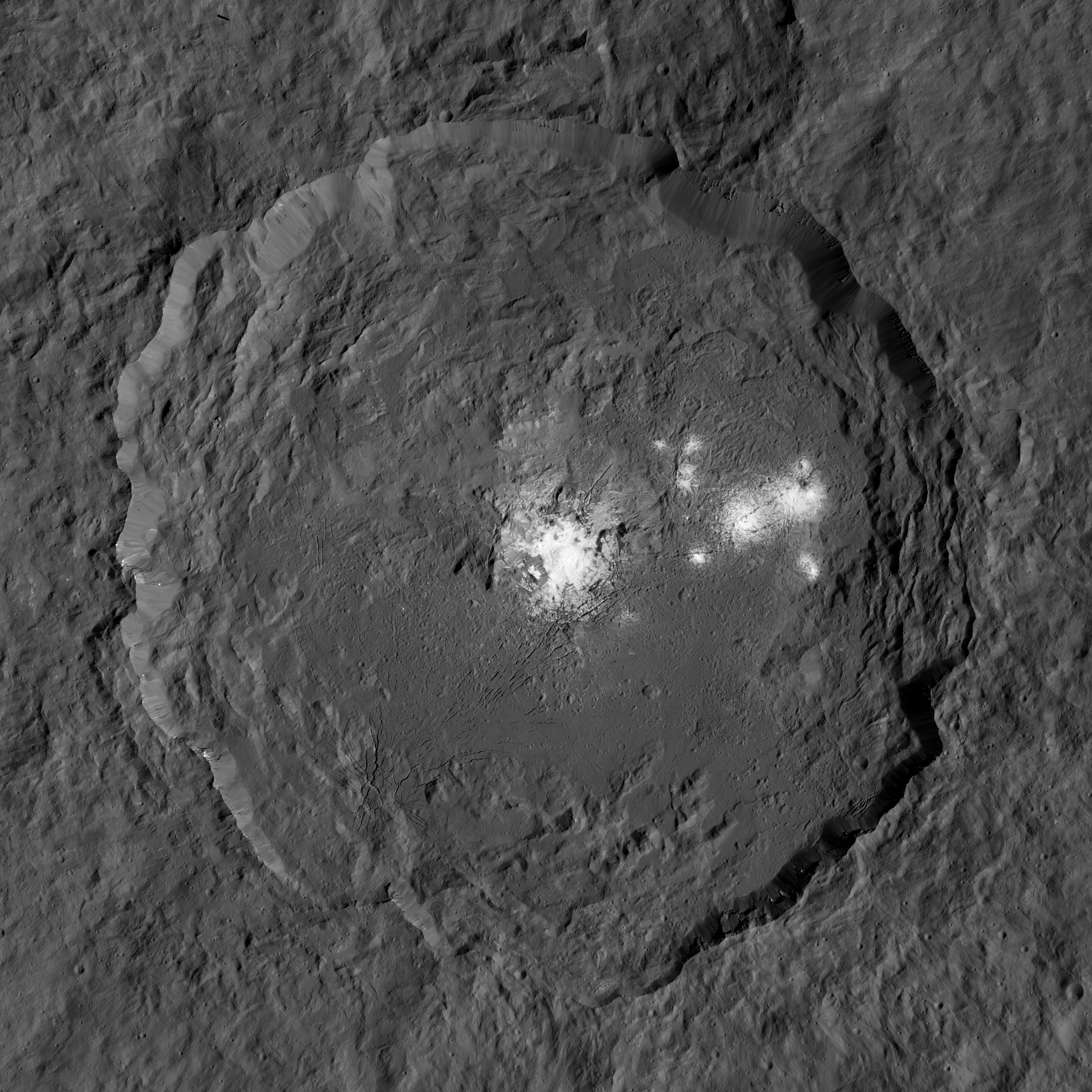
A Cratera Occator com as manchas brilhantes "Spot 5" fotografada pela Dawn a uma distância de 385 quilômetros.

Occator é uma cratera de impacto com 92 quilômetros de largura e 4 de profundidade caracterizada pela colocação de uma salmoura rica em sal e carbonato  localizada no planeta anão Ceres. Ela contém o "Spot 5", as mais brilhantes das manchas brilhantes observadas pelo Telescópio Espacial Hubble e pela sonda espacial Dawn. Elas foram oficialmente denominadas Cerealia Facula e Vinalia Faculae ("faculae" significa áreas brilhantes). A cratera era conhecida como "Região A" em imagens terrestres tomadas pelo Observatório W. M. Keck em Mauna Kea.  A cratera foi nomeada em homenagem a Occator, o deus romano da grade e ajudante de Ceres, que é a divindade agrícola.
Em 9 de dezembro de 2015, cientistas relataram que as manchas brilhantes de Ceres, incluindo aquelas da cratera Occator, pode estar relacionada a uma espécie de sal, particularmente uma forma de salmoura contendo sulfato de magnésio chamado hexahidrato; as manchas foram também encontradas associadas com argilas ricas em amônia.

## Eventos geológicos
Os materiais brilhantes observados nesta cratera de 22 milhões de anos parecem ter entrado em erupção nos últimos 2 a 9 milhões de anos, indicando que ainda há algum calor interno restante em Ceres. O criovulcanismo começou há apenas 9 milhões de anos e continuou por vários milhões de anos. Uma série de depósitos brilhantes se formou ao longo desse tempo a partir da salmoura que vazou do manto de Ceres através da camada superior de rocha, com atividade continuando há apenas um milhão de anos. Este vulcanismo, argumentam os pesquisadores, é diferente de qualquer outro no sistema solar, já que ocorre em um objeto relativamente pequeno que não está sujeito à atração gravitacional experimentada por lugares como a lua vulcânica de Júpiter, Io.

## Galeria

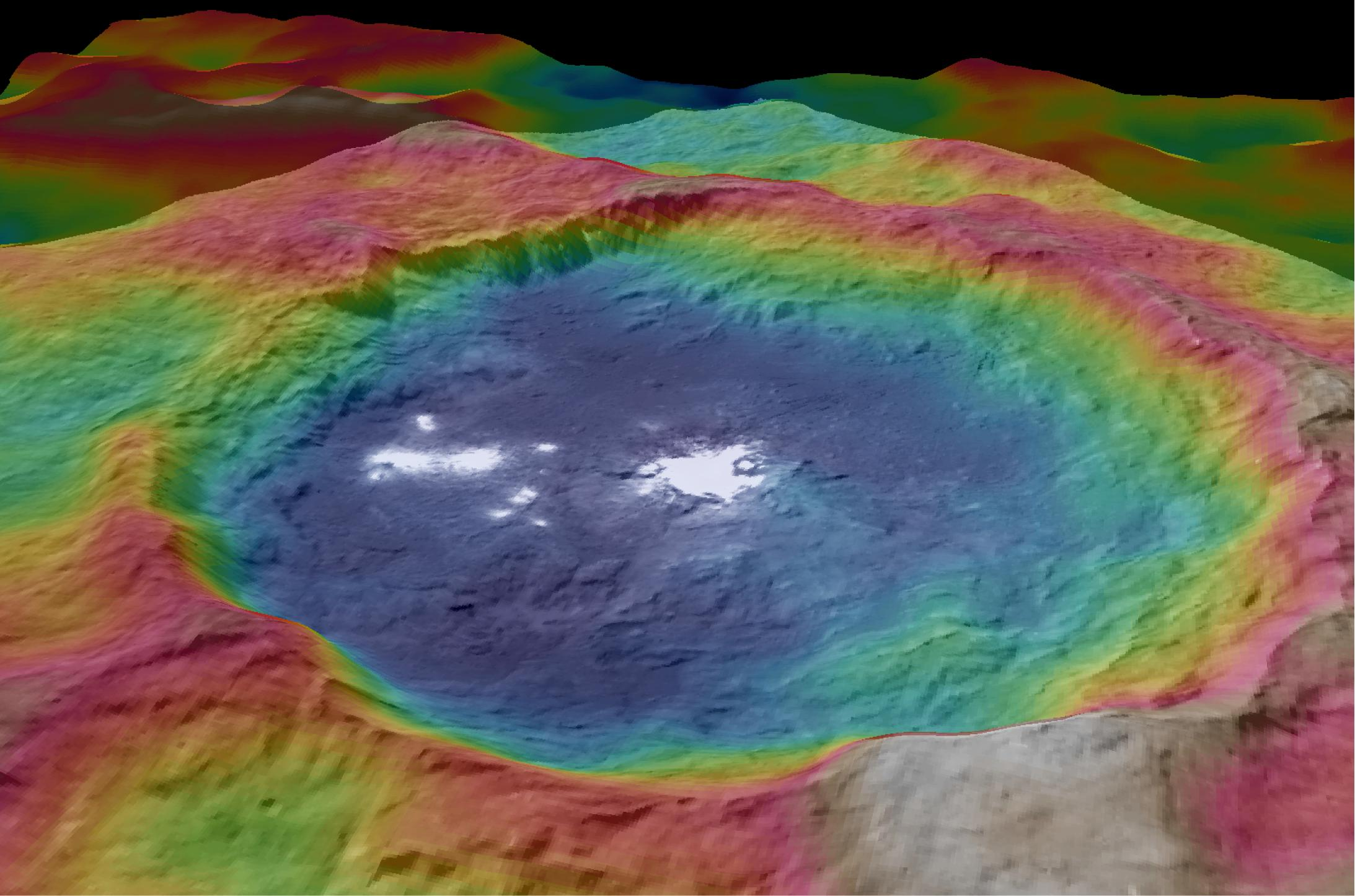
Mapa topográfico (Outubro de 2015)
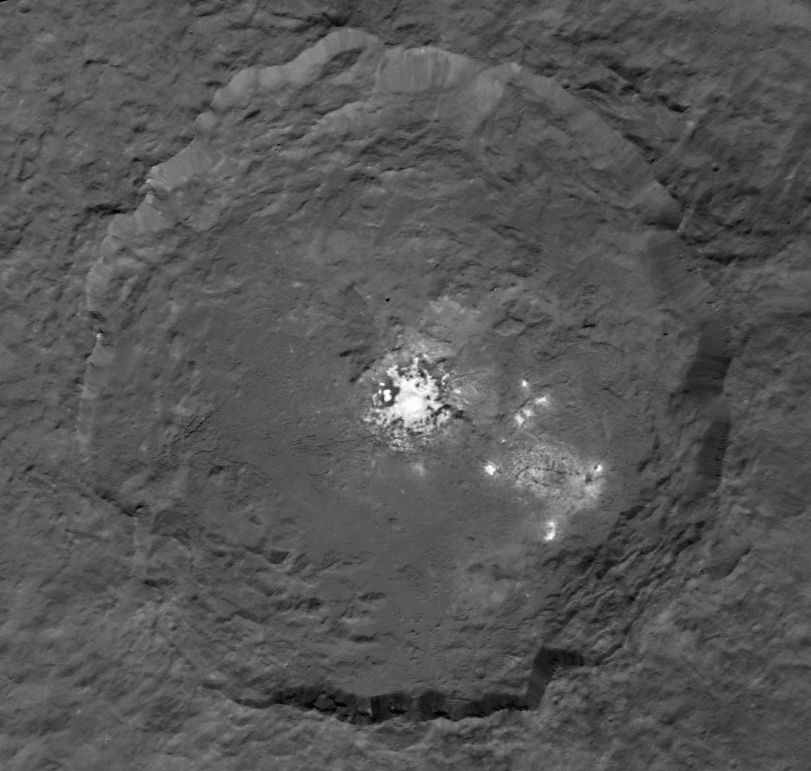
Occator de HAMO. Imagem composta, para que o ponto brilhante não seja superexposto.
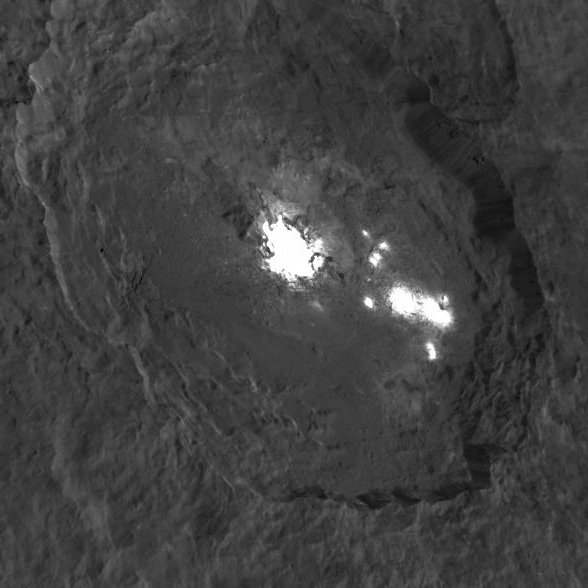
Visão oblíqua (outubro de 2015)
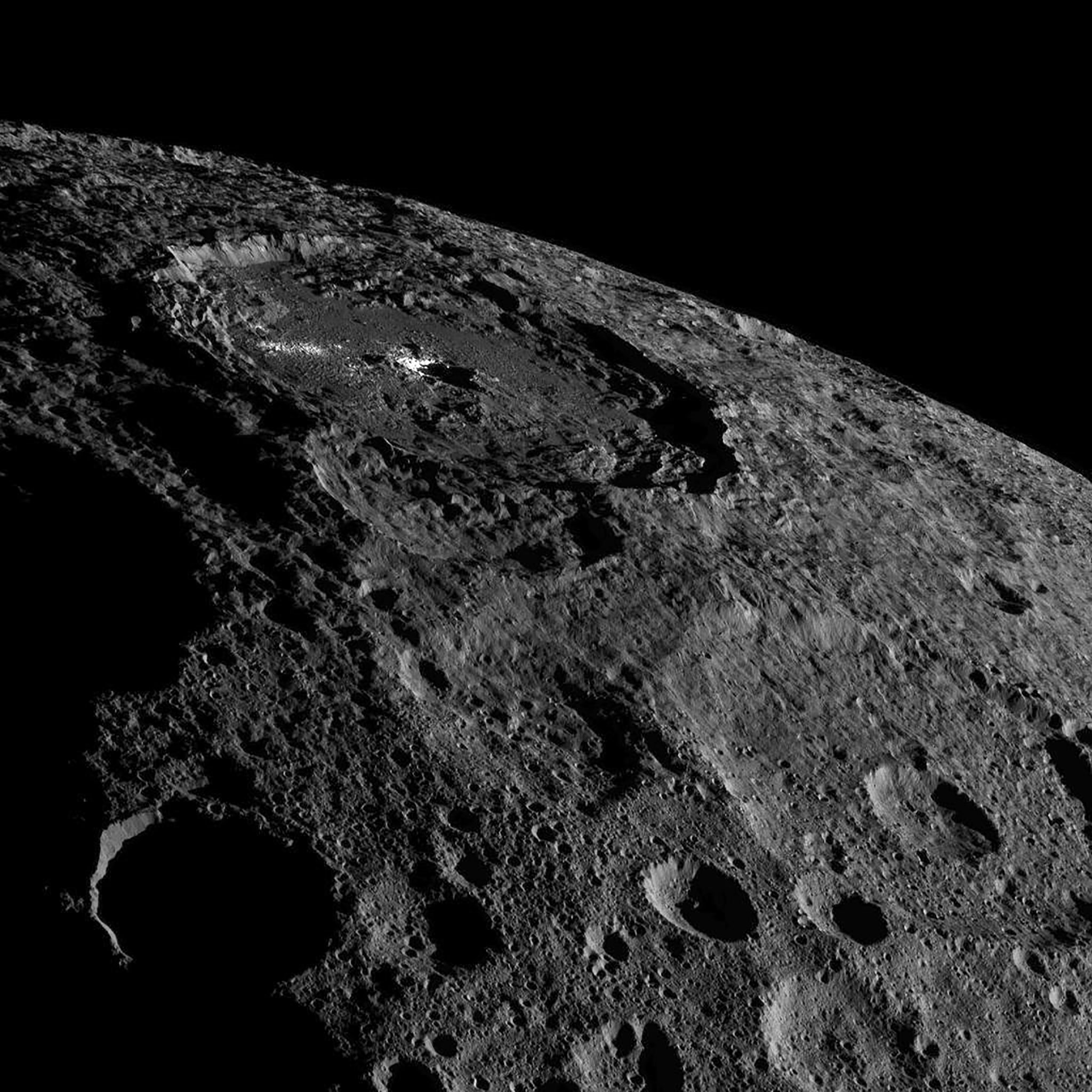
Vista lateral
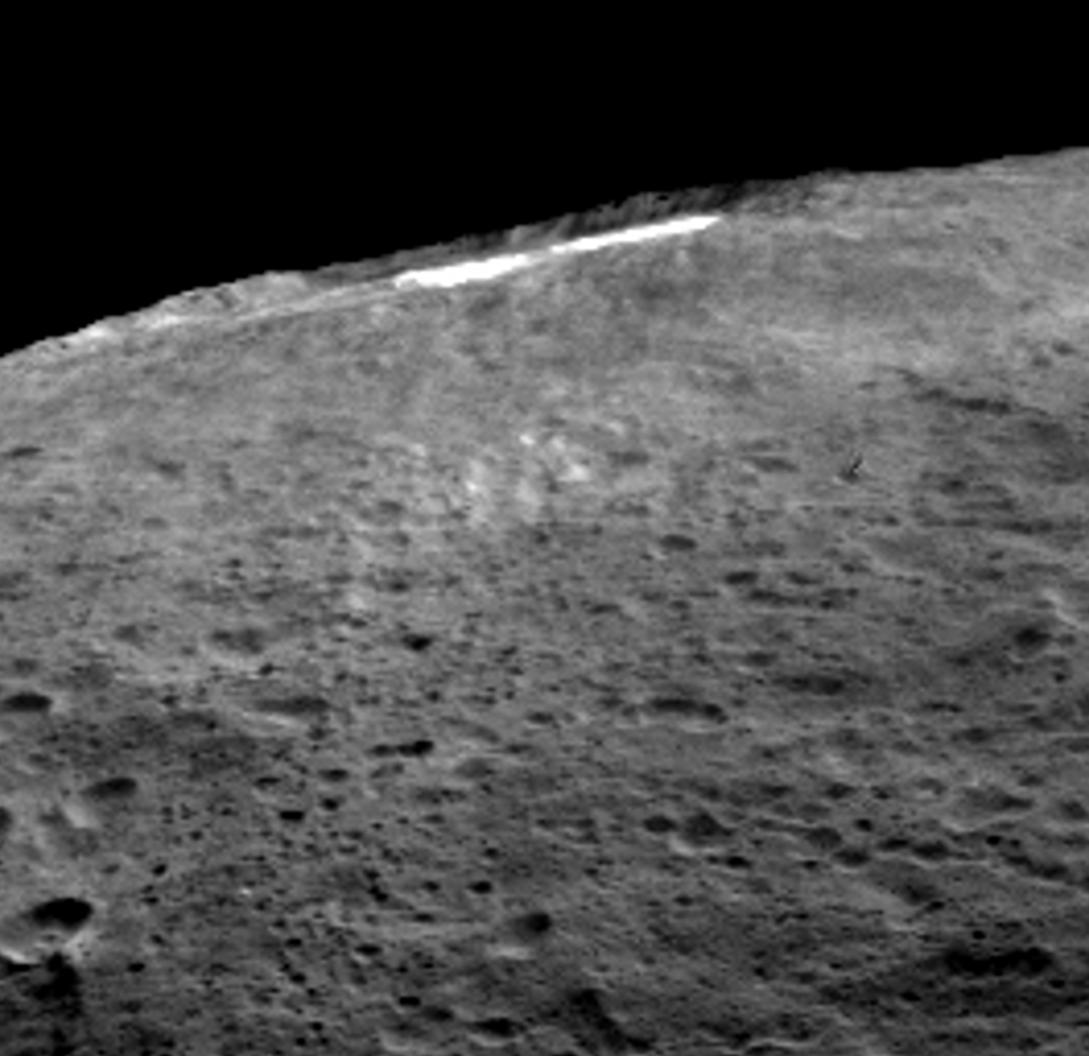
Visão lateral (dezembro de 2015)
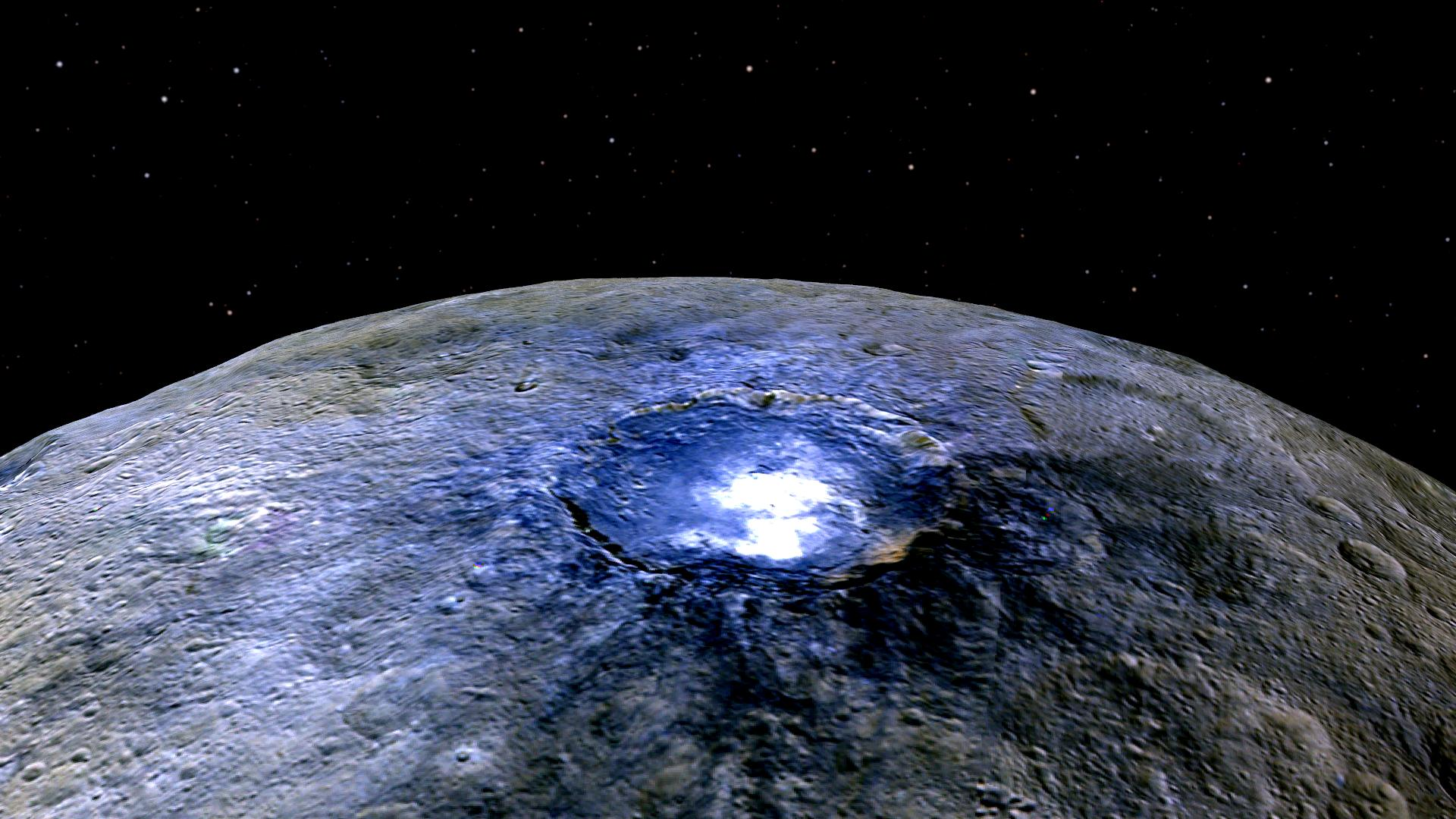
Cores falsas (dezembro de 2015)
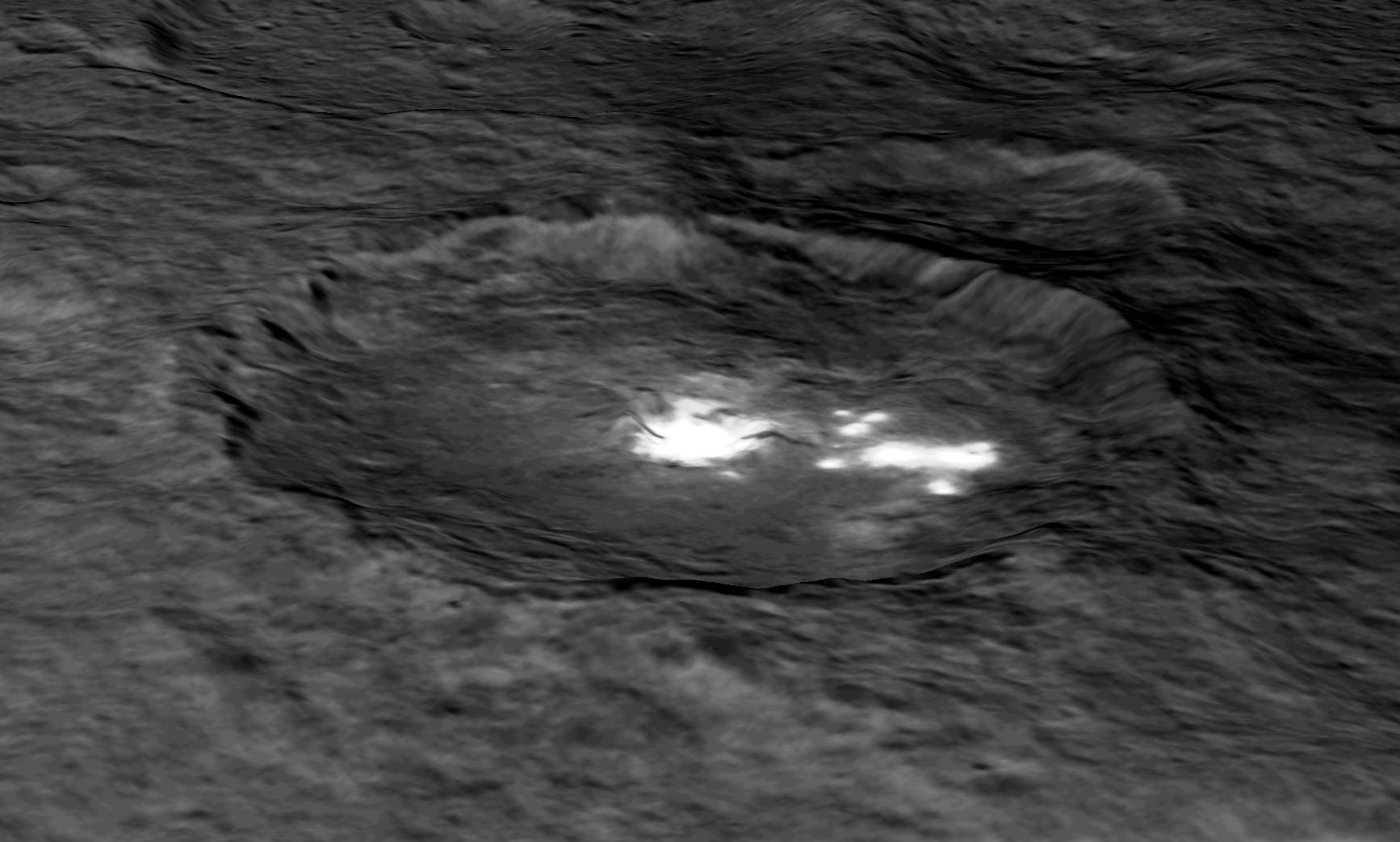
Perspectiva semelhante a 3D (dezembro de 2015)
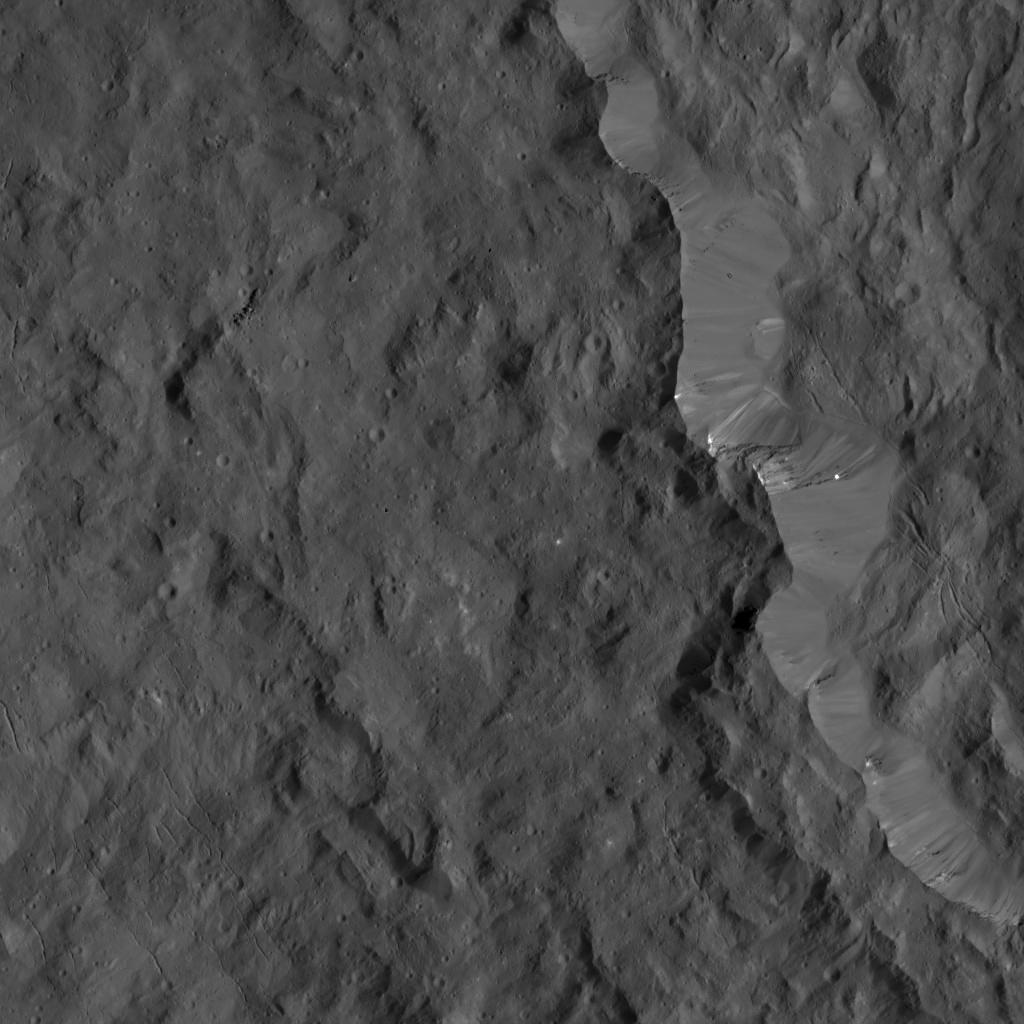
Borda ocidental (janeiro de 2016)
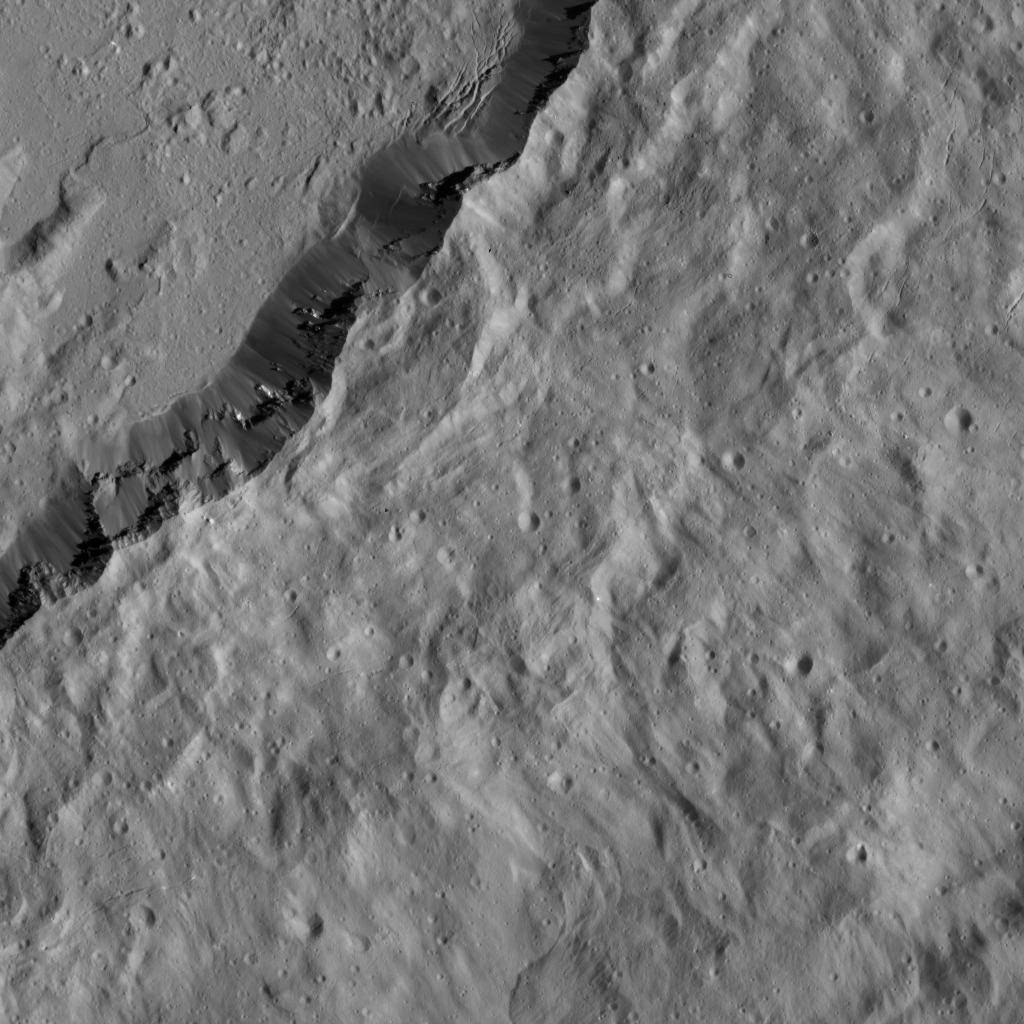
Borda sudeste (janeiro de 2016)
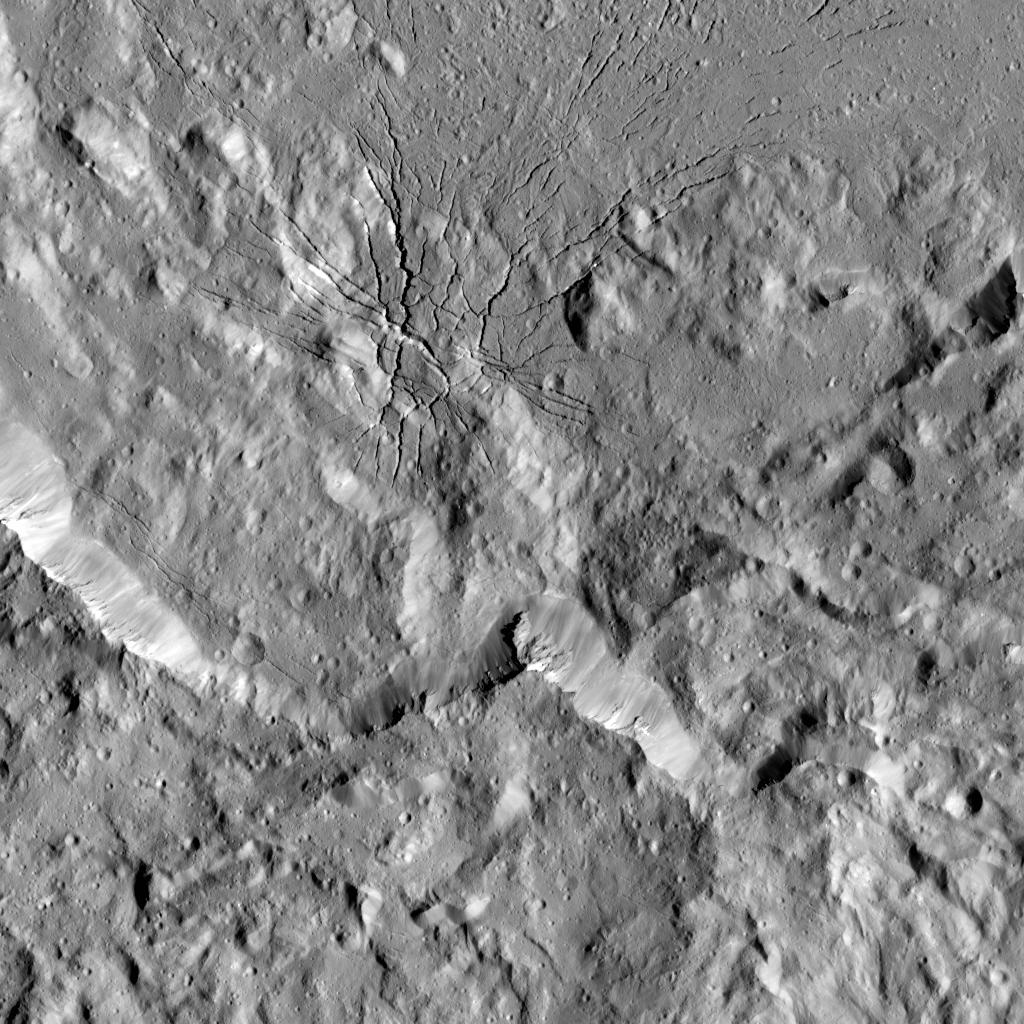
Fraturas dentro da cratera (agosto de 2016)
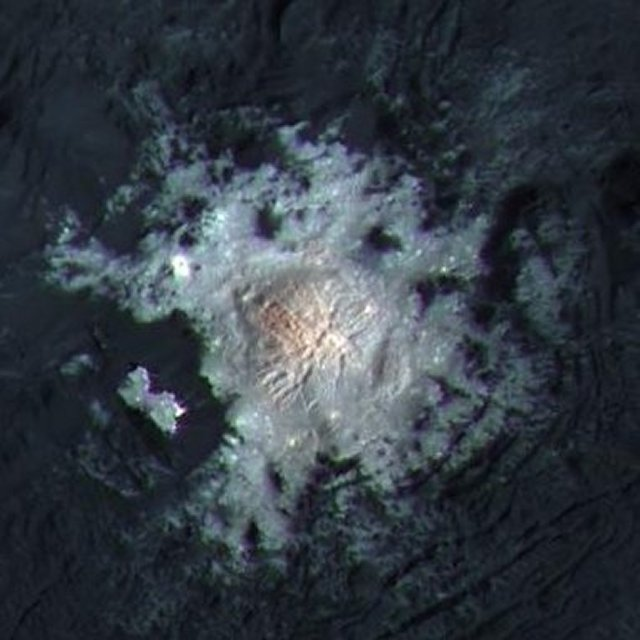
Cerealia Facula close-up do LAMP (fevereiro de 2016)
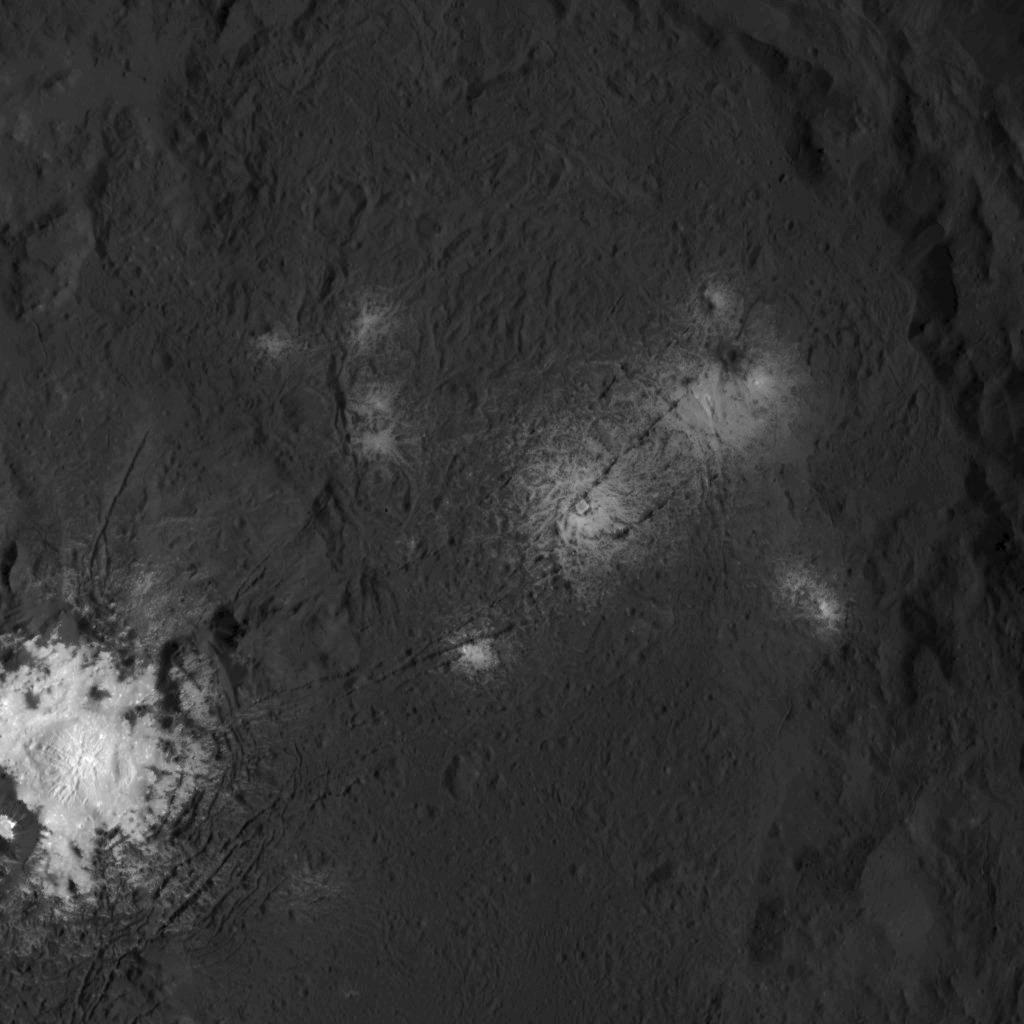
Contexto da imagem anterior (março de 2016)